# Otto von Dorrien
Otto August Carl von Dorrien (* 14. Juni 1889 in Plön; † 7. April 1945 bei Königsberg) war ein evangelisch-lutherischer Pastor, der eine führende Rolle in der Bekennenden Kirche innerhalb der Evangelisch-Lutherischen Landeskirche Schleswig-Holsteins spielte.

## Leben
Dorrien war der Sohn von Christian Otto Michael von Dorrien (1839–1902) und dessen Ehefrau Mechtilde Elisabeth Wilhelmine, geborene Stemann.
Er war Kriegsfreiwilliger im Ersten Weltkrieg und wurde mehrmals verwundet. Zuletzt war Dorrien als Jagdflieger des Jagdgeschwaders Nr. I Freiherr von Richthofen im Einsatz. Nach Beendigung des Ersten Weltkrieges studierte er Theologie und heiratete, aus dieser Ehe entstammten fünf Kinder.

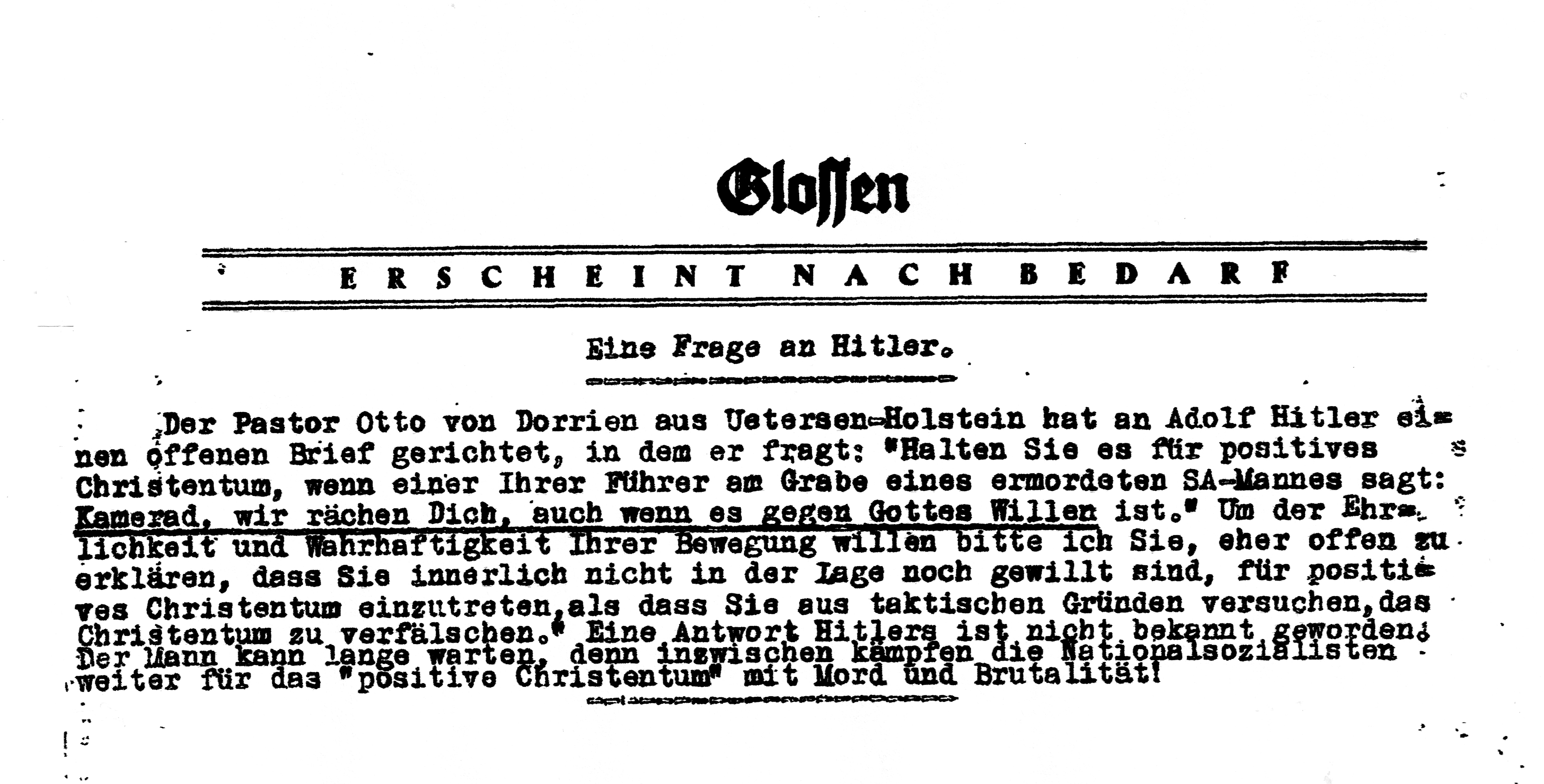
Bericht über seinen Brief an Adolf Hitler

Seine erste Stelle hatte Dorrien ab 1921 als Studieninspektor am Predigerseminar in Preetz, 1922 wurde er Pastor in Gelting. Von 1930 bis 1945 wirkte er als Pfarrer an der Klosterkirche in Uetersen. Er scheute er sich nicht, gegen den aufkommenden Nationalsozialismus Stellung zu beziehen. 1932 schrieb er einen offenen Brief an Adolf Hitler, in dem er ihn fragte: „Halten Sie es für positives Christentum, wenn einer Ihrer Führer am Grabe eines ermordeten SA-Mannes sagt: Kamerad, wir rächen Dich, auch wenn es gegen Gottes Willen ist“. Eine Antwort auf dem Brief blieb aus. Früh schloss er sich der Bekennenden Kirche an; von 1935 bis 1937 fungierte er als Vorsitzender des Landesbruderrates.
Verschiedene Augenzeugen berichten, dass er auch persönliche Gefährdung ertragen musste. Die Gestapo tauchte bei seinen Gottesdiensten auf und observierte ihn während seiner Predigten. Vermutlich war es nur dem Umstand zu verdanken, das von Dorrien als Angehöriger und Flieger der Richthofen-Staffel im Ersten Weltkrieg, deren Kommandant zeitweise Hermann Göring gewesen war, zu viel Ansehen besaß, um festgenommen zu werden.
Von Dorrien wurde mit dem Beginn des Zweiten Weltkrieges am 1. September 1939 zur Wehrmacht eingezogen. Er fiel bei der Schlacht um Königsberg als Festungskommandant am 7. April 1945.
Theodor Vierck, ein ehemaliger Wegbegleiter Dorriens, schrieb über ihn: „Wenn er sich in späteren Zeiten einmal im Jahr mit den alten Kampfgefährten [vom Jagdgeschwader Richthofen] in Berlin traf, dann versäumte er auch dort keine Gelegenheit, seinen Stand als Pastor und seinen persönlichen Glauben klar zu bezeugen, auch im Dritten Reich als Glied und Vertreter der Bekennenden Kirche. Die Ansprachen, die er als nebenamtlicher Militärseelsorger bei Vereidigungen zu halten hatte, waren keine vaterländischen Reden, sondern christliche Predigten, unverkürzt und unverfälscht.“

## Schriften
- Stammbaum der Familie Dorrien (1906)
- Die Reise der Ritter: Eine Sage aus unserer Zeit (1920)
- Deine Ehe. Heft 15, Selbstverlag des Amtes für Volksmission, Breklum (1937)[1]